# Thomas Banke
Thomas Banke (født 3. december 1981 i Fredericia) er en dansk politiker og tidligere medlem af Fredericia Byråd. Banke var borgmester i Fredericia Kommune fra 2010, til 14. januar 2013, hvor han udtrådte af byrådet. Banke er desuden tidligere landsformand for Venstres Ungdom (VU).

## Politisk karriere
Thomas Banke blev valgt til byrådet i Fredericia i 2005 med 362 stemmer. Undervejs i perioden blev han bl.a. viceborgmester. To år senere blev han valgt som landsformand på VU's landsstævne og genvalgt i 2008. 
Thomas Banke var ved kommunalvalget i 2009 Venstres borgmesterkandidat i Fredericia Kommune. Efter en valgsejr over den siddende socialdemokratiske borgmester Uffe Steiner Jensen, bliver Thomas Banke den første borgerlige borgmester i Fredericia siden 1918, ligesom han var Danmarks yngste borgmester. Dog ikke den yngste nogensinde; det var nemlig hans partifælle Michael Aastrup Jensen, der som 25-årig blev borgmester i Randers i 2001.

## Kontroverser
Thomas Banke havnede i en voldsom mediestorm, da han i Ekstra Bladet i 2007 erkendte, at han i sine meget unge år har prøvet forskellige euforiserende stoffer, heriblandt kokain.  Han vakte senere opsigt, da han i marts 2008 var fortaler for en legalisering af hash.

### Bilagssagen
Sin hidtil største mediestorm havner Banke i, da det i efteråret 2012 kommer frem, at han har været afhængig af morfin i forbindelse med en kompliceret tandbehandling. Efter et ekstraordinært økonomiudvalgsmøde 14. december 2012 beslutter han at sygemelde sig på ubestemt tid. Dagen efter kommer det frem, at Banke i flere tilfælde har anvendt kommunens kreditkort til private indkøb og betalinger, ligesom der har været rod i borgmesterens kørselsregnskaber. Uregelmæssighederne har stået på i flere år, og er fortsat efter flere reprimander fra administrationens ansatte, herunder kommunaldirektøren. På kommunens Eurocard har Banke uretmæssigt trukket et beløb på ca. 21.000 kroner siden 2010. Beløbet er senere tilbagebetalt.
17. december 2012 vedtager et enigt Fredericia Byråd på et ekstraordinært møde et mistillidsvotum mod borgmesteren, der fortsat er sygemeldt og derfor ikke selv deltager. Senere er det kommet frem, at Banke dagen før mødet søgte aktindsigt i samtlige byrådsmedlemmers kørselsregnskaber, rejseudgifter og personsager. Hvad disse oplysninger skulle bruges til, er ikke kommet frem. 18. december bekræfter Sydøstjyllands Politi, at en borger har indgivet en politianmeldelse af Thomas Banke, hvorfor politiet vil gå ind i sagen.
Efter nytår vender stemningen imidlertid. 7. januar 2013 meddeler bestyrelsen for Venstre i Fredericia, at man mener, at tilliden til Thomas Banke kan genskabes og opfordrer derfor Banke til at genindtræde som borgmester. Dagen efter erklærede Venstres byrådsmedlem Pernelle Jensen samt de fire byrådsmedlemmer fra Konservative og Dansk Folkeparti, at de bakker op om Banke. Thomas Banke fortalte samme aften i TV Syd, at han vender tilbage til arbejdet. Det skete efter et møde i byrådsgruppen 7. januar, hvor man dog ikke var nået til enighed. Samme aften fortæller TV 2 Nyhederne, at to møder, som Banke ifølge hans eget kørselsregnskab holdt med Hernings borgmester Lars Krarup, aldrig har fundet sted - men at Banke har fået udbetalt kørseslspenge for transporten.
9. januar vender Banke tilbage til arbejdet. Her kommer det frem, at Thomas Banke efter opfordring fra byrådskollegaen Mads Lund har fået foretaget en urinprøve for at dokumentere, at han ikke længere er afhængig. Men for at skærme sine helbredsoplysninger sker det i det falske navn Julius Juliussen. Samme dag meddeler de resterende fire Venstre-byrådsmedlemmer, at de smider Thomas Banke ud af byrådsgruppen. Som følge af partiets regler bliver Thomas Banke dermed ekskluderet af Venstre, idet partiet ikke ønsker flere Venstre-grupper i samme byråd. Senere samme dag besluttede bestyrelsen for Venstre i Fredericia at ekskludere de fire byrådsmedlemmer. Venstres byrådsgruppe bestod derfor kun af Pernelle Jensen. Hun valgte dog efter en anmodning at tage Thomas Banke tilbage og dermed omstøde beslutningen om eksklusionen af ham, så han atter er medlem af Venstre. 
14. januar 2013 nedlagde Thomas Banke sit mandat som borgmester og udtrådte samtidig af byrådet. I stedet valgte byrådet Kenny Bruun Olsen som hans efterfølger.
Sagen har fået økonomi- og indenrigsminister Margrethe Vestager til at foreslå, at det skal være nemmere for et byråd at komme af med en borgmester.
I januar 2017 udgives en biografi om Thomas Banke, skrevet af journalist Henrik Qvortrup, på forlaget People's Press. I bogen afsløres hidtil ukendte detaljer om Bankes morfinafhængighed, der udviklede sig efterfølgende til et kokainmisbrug.